# François Bourque
François Bourque (* 18. November 1984 in New Richmond, Québec) ist ein ehemaliger kanadischer Skirennläufer. Er war auf die Disziplinen Abfahrt, Super-G und Riesenslalom spezialisiert.

## Biografie
Seine ersten großen Erfolge feierte Bourque bei Juniorenweltmeisterschaften. 2003 gewann er in Serre Chevalier die Goldmedaille im Super-G. Ein Jahr später, bei den Juniorenweltmeisterschaften 2004 in Maribor, war er noch erfolgreicher: In der Kombination gewann er die Goldmedaille, in der Abfahrt und im Super-G jeweils eine Bronzemedaille. Ebenfalls 2004 gewann er seinen ersten von drei kanadischen Meistertiteln.
Sein erstes Weltcuprennen bestritt Bourque im November 2002, wenige Tage nach seinem 18. Geburtstag. Am 20. Februar 2005 wurde er beim Super-G in Garmisch-Partenkirchen Dritter und fuhr damit erstmals aufs Podest. Seine besten Weltcupresultate waren jeweils zweite Plätze im Riesenslalom am 21. Dezember 2006 in Hinterstoder und am 3. März 2007 in Kranjska Gora. Bei Weltmeisterschaften und Olympischen Spielen fuhr Bourque viermal unter die schnellsten zehn. Als bestes Ergebnis erzielte er den vierten Platz im Riesenslalom der Olympischen Winterspiele 2006 in Turin, bei dem er im 1. Durchgang Laufbestzeit erzielt hatte. 
Ende November 2008 erlitt Bourque beim Einfahren vor dem Abfahrtstraining in Lake Louise eine Kreuzbandriss, weshalb er in der restlichen Saison 2008/09 keine Rennen mehr bestreiten konnte. Auch die nächste Saison war für den Kanadier schon früh zu Ende. Am 18. Dezember 2009 erlitt er im Super-G von Gröden ohne Sturz erneut einen Kreuzbandriss. Die Saison 2010/11 musste Bourque wiederum vorzeitig beenden. Im Januar zog er sich im Training den dritten Kreuzbandriss zu. Nachdem er in der Saison 2011/12 keine Rennen bestritten hatte, gab Bourque im Sommer 2012 seinen Rücktritt bekannt.

## Erfolge

### Olympische Spiele
- Turin 2006: 4. Riesenslalom, 8. Super-G, 16. Abfahrt, 21. Kombination

### Weltmeisterschaften
- Bormio 2005: 10. Kombination, 13. Super-G
- Åre 2007: 9. Super-G, 17. Superkombination

### Weltcup
- Saison 2005/06: 7. Riesenslalomwertung
- Saison 2006/07: 5. Riesenslalomwertung
- 4 Podestplätze, weitere 10 Platzierungen unter den besten zehn

### Nor-Am Cup
- Saison 2002/03: 7. Gesamtwertung, 4. Abfahrtswertung, 4. Super-G-Wertung
- Saison 2003/04: 10. Gesamtwertung, 4. Riesenslalomwertung
- Saison 2004/05: 7. Riesenslalomwertung
- 7 Podestplätze, davon 1 Sieg

### Juniorenweltmeisterschaften
- Serre-Chevalier 2003: 1. Super-G, 6. Abfahrt, 14. Riesenslalom
- Maribor 2004: 1. Kombination, 3. Abfahrt, 3. Super-G, 5. Riesenslalom, 7. Slalom

### Weitere Erfolge
- 3 kanadische Meistertitel (Abfahrt 2004, Riesenslalom 2005, Kombination 2005)
- 16 Siege in FIS-Rennen